# 역사적 우파
역사적 우파(이탈리아어: Destra storica)란 19세기 하반기 이탈리아의 정파다. 자유주의 성향의 중도우파 제세력이 결집해서 형성되었다. 앵글로색슨식 개인주의적 자유주의자부터 신헤겔주의적 자유주의, 자유보수주의에 이르기까지 잡다한 이념적, 문화적, 계급적 배경을 가진 이질적인 사람들로 이루어져 있었다.
역사적 우파는 북이탈리아의 부르주아지와 남이탈리아의 귀족들의 이해를 대변하는 세력이였다. 역사적 우파 정치인들은 대개 지주, 기업가, 또는 군부 관련자였다. 경제적으로는 자유무역과 자유방임 정책을 지지했으며 사회적으로는 강력한 중앙정부, 징병제를 주장했다. 외교적으로는 이탈리아의 통일을 목표로 대영제국 및 프랑스 제국과 동맹을 추구했고, 때로는 오스트리아 제국에 맞서기 위해 독일 제국과 영합했다. 1876년 역사적 좌파가 집권세력이 되면서 역사적 우파는 야당으로 밀려났고, 이 시기의 역사적 우파는 호헌 야당(Constitutional Opposition)이라고도 불렸다.
이 정파의 주요 정치인은 다제글리오 변경백, 카보우르 백작, 베니토 리카솔리, 조반니 란차, 마르코 밍게티, 안토니오 스타라바, 시드니 손니노 등이었다.